# Ginkgoales
Ginkgoales is een botanische naam voor een orde van naaktzadige planten. Het enige lid van deze orde dat tegenwoordig nog voorkomt is de familie Ginkgoaceae met de Japanse notenboom, die hierom soms wel als levend fossiel wordt gezien.
Overzicht van families en geslachten:
- Ginkgoaceae
  - Ginkgo
  - Grenana
  - Nehvizdyella
- Karkeniaceae
  - Karkenia
- Schmeissneriaceae
  - Schmeissneria
- Umaltolepidiaceae
  - Toretzia
  - Umaltolepis
- Yimaiaceae
  - Yimaia
- Trichopityaceae
  - Trichopitys